# Mudpuppy's
Mudpuppy's (Necturus) zijn een geslacht van salamanders uit de familie olmachtigen (Proteidae).

## Naam
De Nederlandstalige naam 'mud-puppy's' betekent 'modder-honden' en slaat op het bijgeloof dat deze dieren kunnen blaffen. De groep werd voor het eerst wetenschappelijk beschreven door Constantine Samuel Rafinesque-Schmaltz in 1819. Oorspronkelijk werd de wetenschappelijke naam Exobranchia gebruikt. Samen met het geslacht Proteus, met als enige soort de olm (Proteus anguinus), vormt dit geslacht de familie olmachtigen (Proteidae).

## Verspreidingsgebied
Mudpuppy's komen voor in delen van het oosten van Noord-Amerika.

## Uiterlijke kenmerken
Alle soorten vertonen neotenie; het behouden van juveniele kenmerken. De meeste soorten verliezen de uitwendige kieuwen niet en zijn zeer sterk aan water gebonden, ze komen er nooit uit. Een ander typisch kenmerk is dat alle soorten maar vier tenen hebben aan de voor- en achterpoten.
Mudpuppy's hebben een langgerekt lichaam, lange staart, kleine poten en grote kop, al verschillen de verhoudingen per soort. Veel soorten zijn populair in aquaria, zodat er vrij veel bekend is over levenswijze en voortplanting.

## Taxonomie
Er zijn zeven soorten, twee hiervan (Necturus lodingi en Necturus louisianensis) zijn pas recentelijk als aparte soort erkend.
Geslacht Necturus
- Soort Necturus alabamensis
- Soort Necturus beyeri
- Soort Necturus lewisi
- Soort Necturus lodingi
- Soort Necturus louisianensis
- Soort Necturus maculosus – Mudpuppy
- Soort Necturus punctatus